# Astragalus cymbibracteatus
Astragalus cymbibracteatus es una especie de planta del género Astragalus, de la familia de las leguminosas, orden Fabales.

## Distribución
Astragalus cymbibracteatus se distribuye por Turquía.

## Taxonomía
Fue descrita científicamente por Hub.-Mor. & D.F.Chamb. Fue publicada en Notes Roy. Bot. Gard. Edinburgh 29: 297 (1969).